# Elko (Nevada)
Elko is een plaats (city) in het noordoosten Amerikaanse staat Nevada, en valt bestuurlijk gezien onder Elko County. Elko ligt in het noorden van de woestijn van het Grote Bekken. De economie van het stadje is voornamelijk gebaseerd op de ontginning van de nabije goudmijnen.

## Demografie
Bij de volkstelling in 2000 werd het aantal inwoners vastgesteld op 16.708.
In 2006 is het aantal inwoners door het United States Census Bureau geschat op 16.980, een stijging van 272 (1,6%).

## Geografie
Volgens het United States Census Bureau beslaat de plaats een oppervlakte van 37,5 km², geheel bestaande uit land.
De stad ligt op een hoogte van 1544 meter aan de Humboldt, een van de grootste rivieren van het Grote Bekken. De stad ligt in een van de nattere delen van de woestijn van het Grote Bekken. De stad zelf kent met 251 mm jaarlijkse neerslag een semi-aride (halfwoestijn) klimaat (BSk) en de omgeving kent een nog iets natter mediterraan landklimaat (Dsb). De gemiddelde jaarlijkse temperatuur is 16 °C. Januari is de koudste maand en kent een gemiddelde temperatuur van bijna -8 °C (gemiddelde minimumtemperatuur -10 °C, gemiddelde dagtemperatuur 7,3 °C). Juli is de warmste maand in Elko en kent een gemiddelde temperatuur van zo'n 21 °C (gemiddelde minimumtemperatuur 10 °C, gemiddelde dagtemperatuur 32 °C).

## Plaatsen in de nabije omgeving
De onderstaande figuur toont nabijgelegen plaatsen in een straal van 76 km rond Elko.